# Марков (лунный кратер)
Кратер Марков (лат. Markov) — крупный ударный кратер в области северного побережья Океана Бурь на видимой стороне Луны. Название присвоено в честь советского астронома Александра Владимировича Маркова (1897—1968) и русского математика Андрея Андреевича Маркова (1856—1922); утверждено Международным астрономическим союзом в 1964 г. Образование кратера относится к позднеимбрийскому периоду.

## Описание кратера

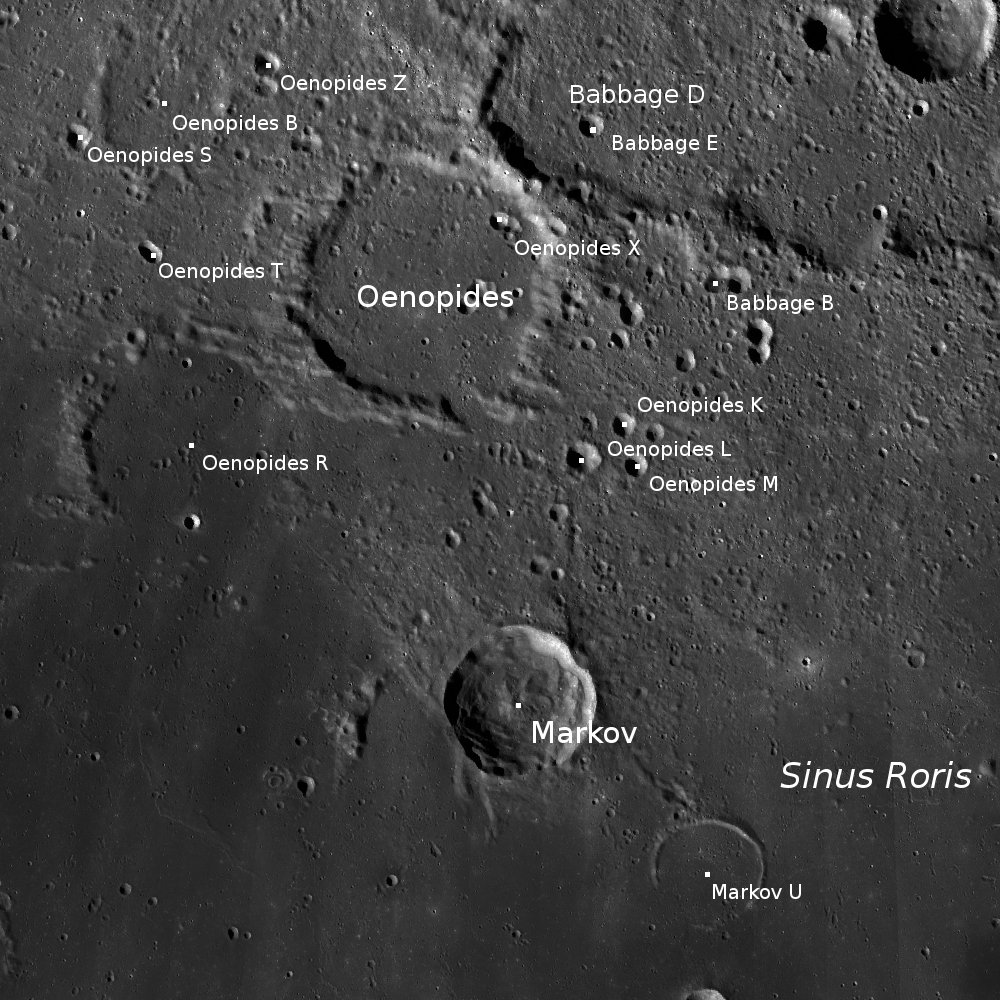
Окрестности кратера Марков. Снимок зонда Lunar Reconnaissance Orbiter.

Ближайшими соседями кратера являются кратер Энопид на севере; кратер Беббидж на севере-северо-востоке; кратер Саут на северо-востоке и кратер Репсольд на западе-юго-западе. На востоке от кратера Марков располагается Залив Росы. Селенографические координаты центра кратера 53°26′ с. ш. 62°50′ з. д. / 53,43° с. ш. 62,84° з. д., диаметр 39,9 км, глубина 3380 м.
Кратер Марков имеет близкую к циркулярной форму с небольшими выступами в восточной и юго-западной части и практически не разрушен. Вал с четко очерченной острой кромкой, в северо-восточной и юго-западной части имеет седловатые понижения. Внутренний склон узкий и гладкий, у подножия склона находятся массивные осыпи пород. Высота вала над окружающей местностью достигает 1030 м, объем кратера составляет приблизительно 1200 км³. Дно чаши пересеченное, в центре расположен невысокий хребет от которого отходят три отрога в северном направлении.

## Сателлитные кратеры

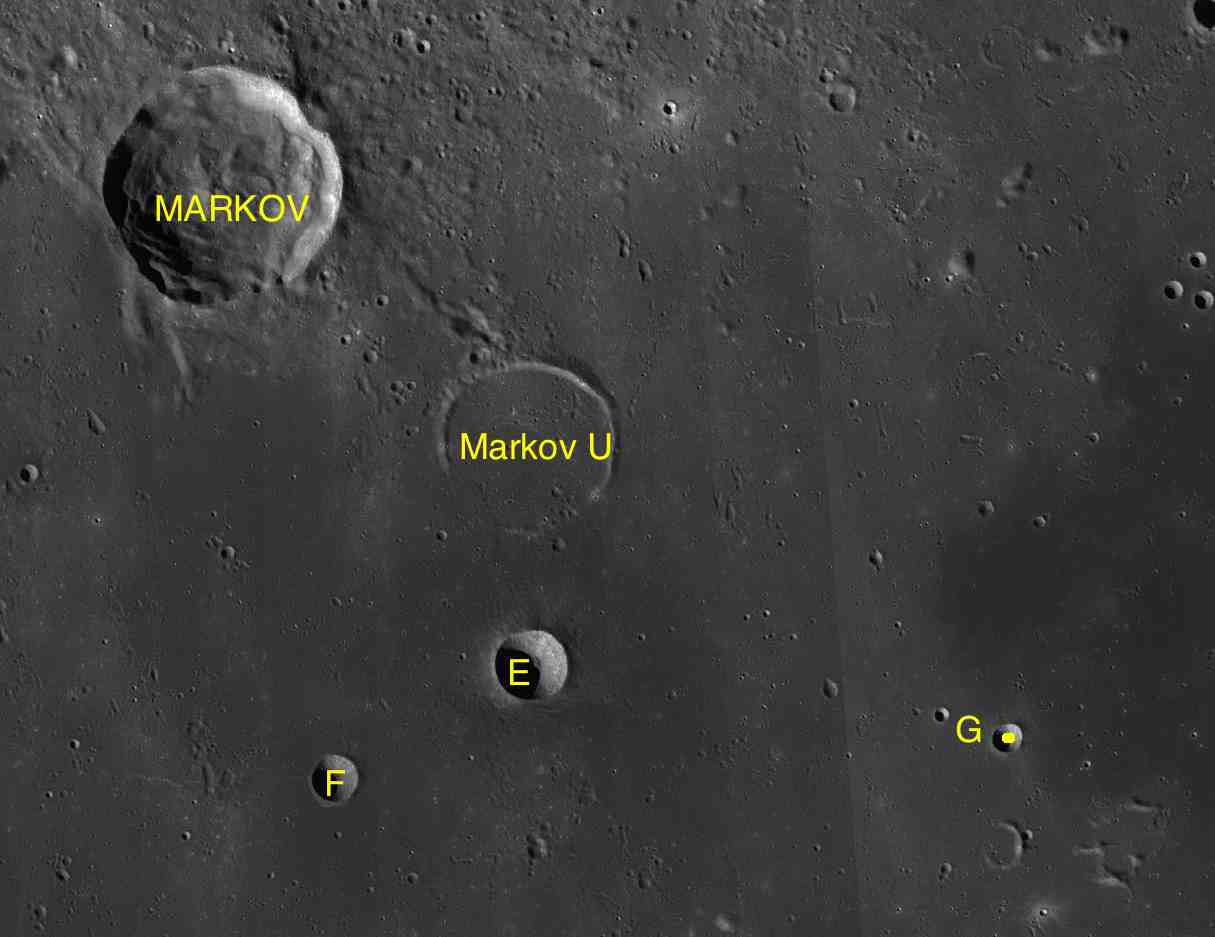
Фрагмент карты LAC-10.

| Марков | Координаты                                            | Диаметр, км |
| ------ | ----------------------------------------------------- | ----------- |
| E      | 50°40′ с. ш. 60°17′ з. д. / 50,66° с. ш. 60,28° з. д. | 12,3        |
| F      | 50°06′ с. ш. 62°02′ з. д. / 50,1° с. ш. 62,04° з. д.  | 7,9         |
| G      | 49°59′ с. ш. 56°15′ з. д. / 49,99° с. ш. 56,25° з. д. | 5,1         |
| U      | 51°54′ с. ш. 60°10′ з. д. / 51,9° с. ш. 60,16° з. д.  | 29,0        |

## См.также
- Список кратеров на Луне
- Лунный кратер
- Морфологический каталог кратеров Луны
- Планетная номенклатура
- Селенография
- Минералогия Луны
- Геология Луны
- Поздняя тяжёлая бомбардировка